# زمین‌لرزه ۱۳۲۳ گرگان
زمین‌لرزه ایران  در تاریخ ۵ آوریل ۱۹۴۴ میلادی، برابر با ‎۱۶ فروردین ۱۳۲۳، ساعت ۰:۰۰:۰۰ به زمان یوتی‌سی در ایران رخ داد. ژرفای این زلزله ۷ کیلومتر بود. بزرگی آن ۴٫۸ در مقیاس ریشتر اعلام شده‌است. زمین‌لرزه به وقت محلی در روز چهارشنبه، ساعت ۳٫۵ روی داده و منطقه زمانی آن یوتی‌سی +۳٫۵ بوده‌است .
سازمان زمین‌شناسی آمریکا نیز جای این زمین‌لرزه را در مختصات ۳۶°۴۸′شمالی ۵۴°۳۰′شرقی / ۳۶٫۸°شمالی ۵۴٫۵°شرقی و بزرگی آنرا برابر با ۴٫۸ در مقیاس ریشتر اعلام کرده‌است. ژرفای گزارش شده از سوی این سازمان ۷ کیلومتر می‌باشد.
شمار کشتگان زلزله حدود ۲۰ نفر بوده‌است.